# Cimeira Estados Unidos-África
A Cimeira Estados Unidos-África (United States–Africa Leaders Summit, em inglês) foi uma reunião de cúpula multilateral realizada entre 4 e 6 de agosto de 2014, em Washington, D.C., Estados Unidos. Diversos líderes nacionais, entre chefes de Estado e de governo, de cinquenta nações africanas participaram da cimeira, dirigida pelo Presidente Barack Obama. O tema principal das reuniões foi cooperação nas áreas de comércio, investimento internacional e segurança no continente africano.
Em 31 de julho de 2014, dias antes da abertura da cimeira, a Secretaria de Imprensa da Casa Branca, convocou uma coletiva de imprensa para detalhar as discussões e preparativos para o evento. A coletiva foi liderada por Ben Rhodes, Conselheiro Nacional de Comunicações Estratégicas; Linda Thomas-Greenfield, Secretária de Estado para Assuntos Africanos; e Gayle Smith, Diretor de Desenvolvimento e Democracia do Conselho de Segurança Nacional.
A cimeira foi considerada um dos maiores eventos diplomáticos realizados durante a Administração Obama, contando com mais de cinquenta líderes de outras nações. No primeiro dia de evento, Obama recebeu os dignatários estrangeiros para cerimônia de assinaturas de acordos e definição de metas para a cimeira. No dia 5 de agosto, o segundo dia do evento, foi iniciada a sessão oficial da cimeira, e à noite foi realizado um jantar de Estado na Casa Branca para os cinquenta líderes africanos e outros convidados.

## Antecedentes
Em 2013, Barack Obama empreendeu uma série de visitas diplomáticas a países africanos. Em uma das viagens, o presidente anunciou seus planos de organizar uma cimeira com líderes de todo o continente. Uma das motivações teria sido o fluxo comercial africano com os Estados Unidos, que gira em torno de 85 bilhões de dólares; enquanto o fluxo comercial africano com a China aproxima-se da taxa anual de 200 bilhões de dólares. Em entrevista ao jornal britânico The Economist, Obama defendeu investimentos estrangeiros no continente africano e aconselhou líderes do continente a garantirem projetos de infraestrutura que beneficiem a população local.

## Participantes
A África compreende 54 Estados soberanos, todos membros da União Africana. A Casa Branca emitiu o convite a cinquenta líderes africanos que se encontravam em "boas relações" para com os Estados Unidos e a União Africana. O Presidente da Comissão da União Africana, Nkosazana Dlamini-Zuma, também participou da cimeira. Barack Obama recebeu as delegações estrangeiras de forma multilateral e não individualmente, tratando o continente como um todo. Dos cinquenta líderes convidados, trinta e sete são também chefes de Estado de seus respectivos países.

### Dignatários
- Estados Unidos
Barack Obama, Presidente
- África do Sul
Jacob Zuma, Presidente
- Argélia
Abdelmalek Sellal, Primeiro-ministro
- Angola
Manuel Vicente, Vice-presidente
- Benim
Boni Yayi, Presidente
- Botswana
Phandu Skelemani
- Burquina Fasso
Blaise Compaoré, Presidente
- Burundi
Pierre Nkurunziza, Presidente
- Cabo Verde
Jorge Carlos Fonseca, Presidente
- Camarões
Paul Biya, Presidente
- Costa do Marfim
Daniel Kablan Duncan, Primeiro-ministro
- Chade
Idriss Déby, Presidente
- Egito
Ibrahim Mahlab, Primeiro-ministro
- Moçambique
Armando Guebuza, Presidente
- Namíbia
Hifikepunye Pohamba, Presidente
- Níger
Mahamadou Issoufou, Presidente
- Nigéria
Goodluck Jonathan, Presidente
- Quênia
Uhuru Kenyatta, Presidente
- República Democrática do Congo
Joseph Kabila, Presidente
- República do Congo
Denis Sassou Nguesso, Presidente
- Ruanda
Paul Kagame, Presidente
- São Tomé e Príncipe
Gabriel Costa, Primeiro-ministro
- Senegal
Macky Sall, Presidente
- Serra Leoa
Samura Kamara
- Seicheles
James Michael, Presidente
- Somália
Hassan Sheikh Mohamud, Presidente
- Essuatíni
Mswati III, Rei
- Tanzânia
Jakaya Kikwete, Presidente
- Togo
Faure Gnassingbé, Presidente
- Tunísia
Moncef Marzouki, Presidente
- Uganda
Yoweri Kaguta Museveni, Presidente
- Zâmbia
Guy Scott, Presidente

### Ausências

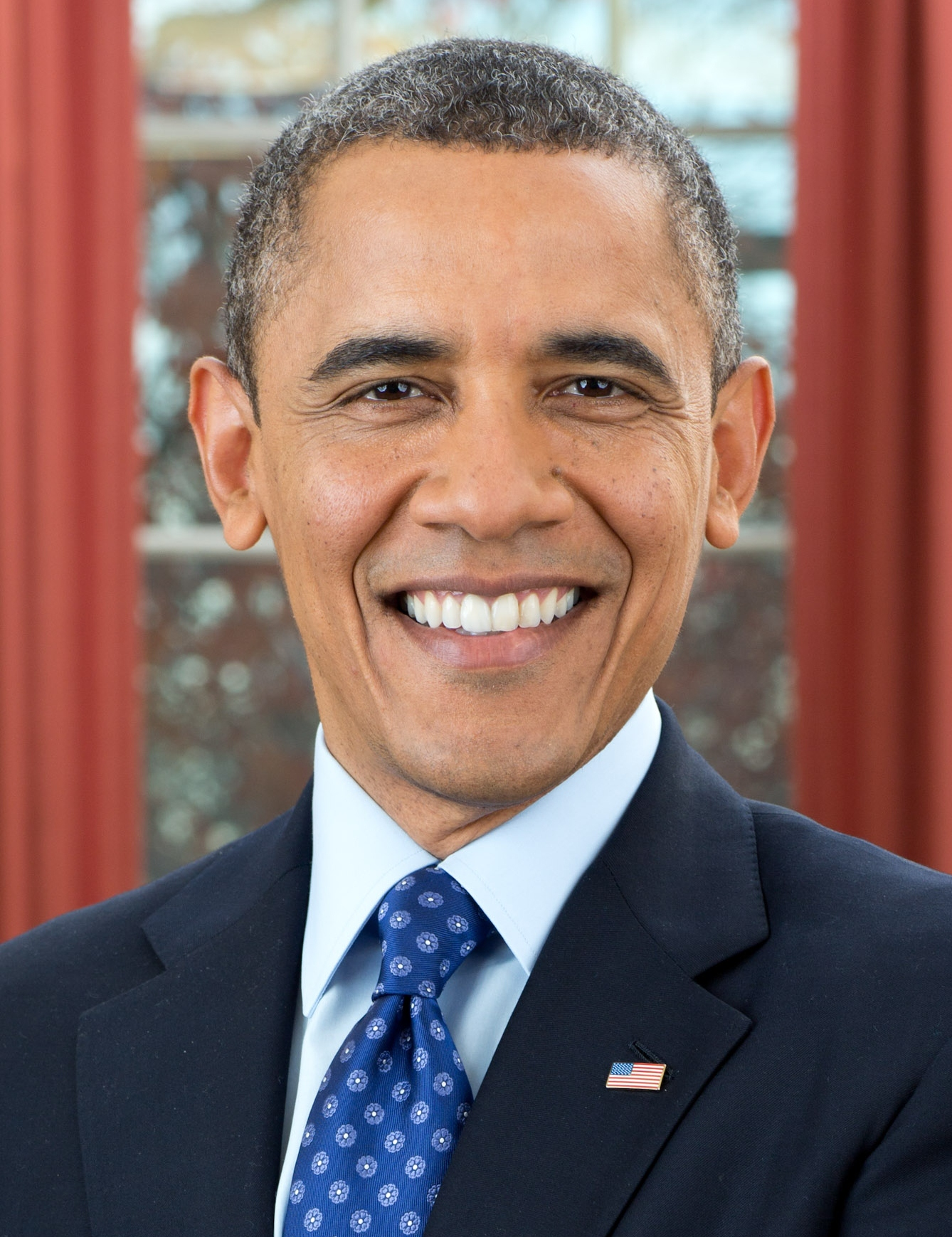
USA Barack Obama, Presidente
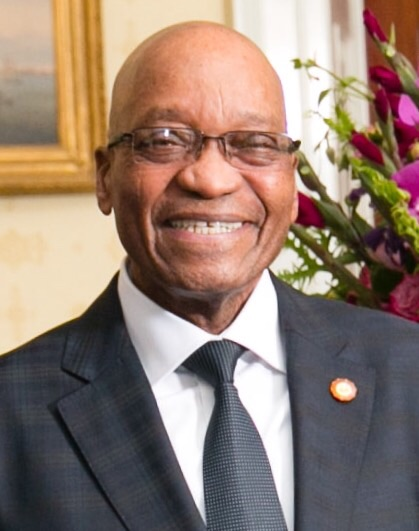
RSA Jacob Zuma, Presidente
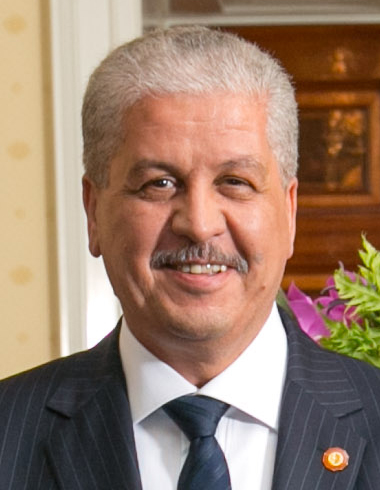
Argélia – O Presidente Abdelaziz Bouteflika alegou problemas de saúde, enviando o Primeiro-ministro Abdelmalek Sellal em seu lugar.
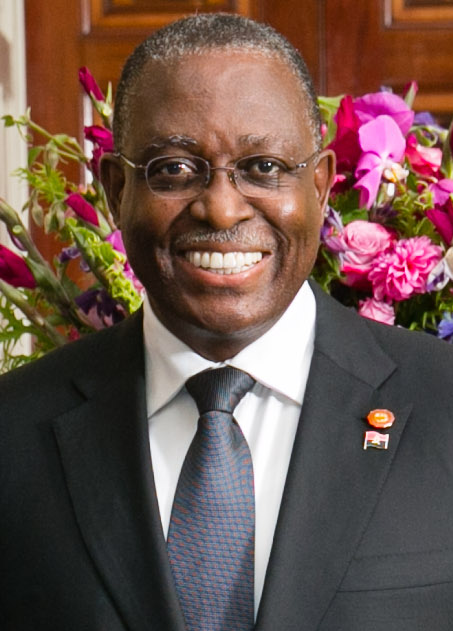
ANG Manuel Vicente, Vice-presidente
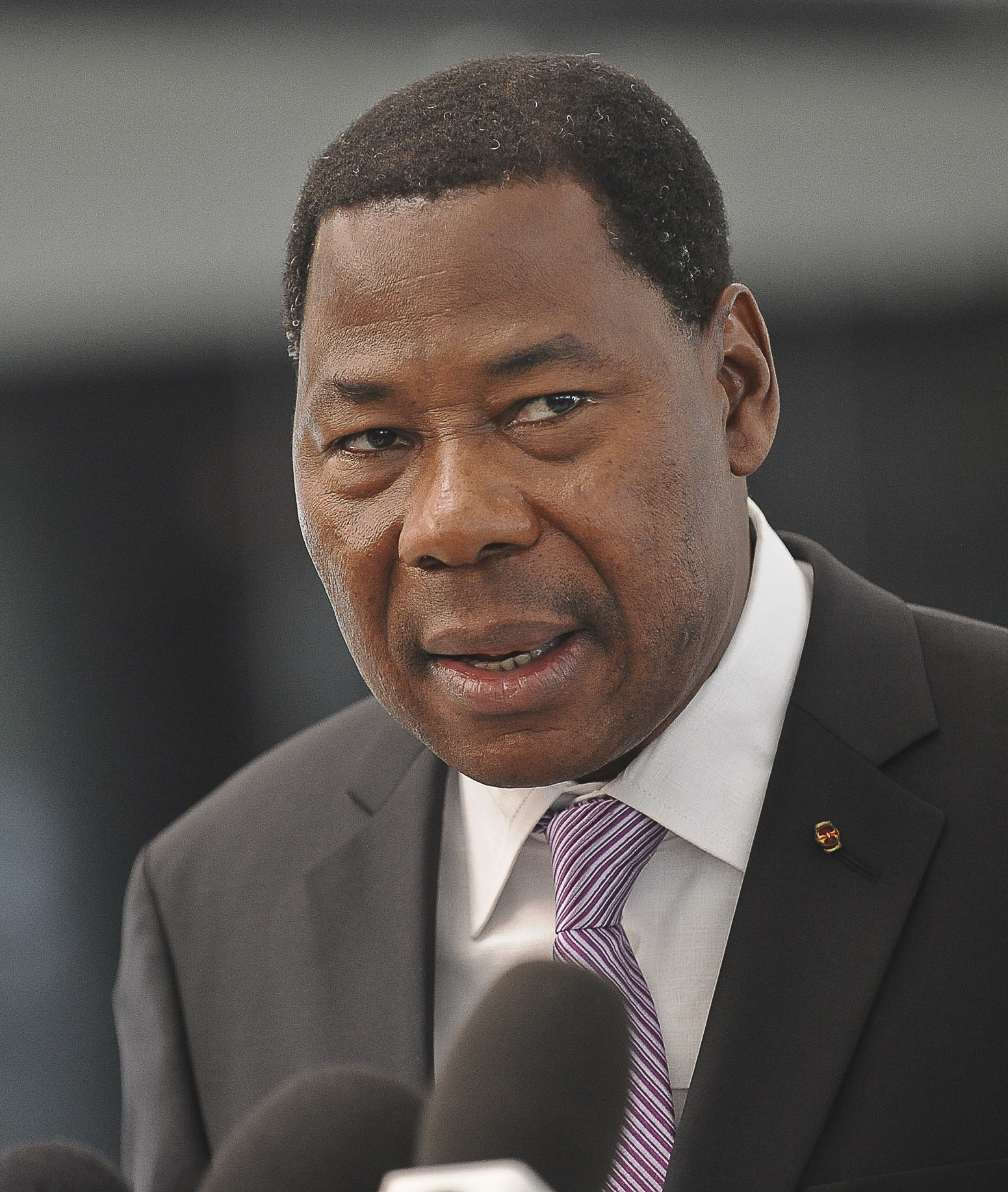
BEN Boni Yayi, Presidente
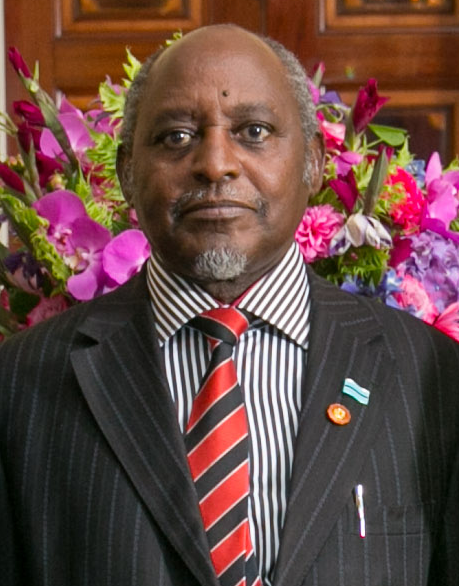
BOT Phandu Skelemani
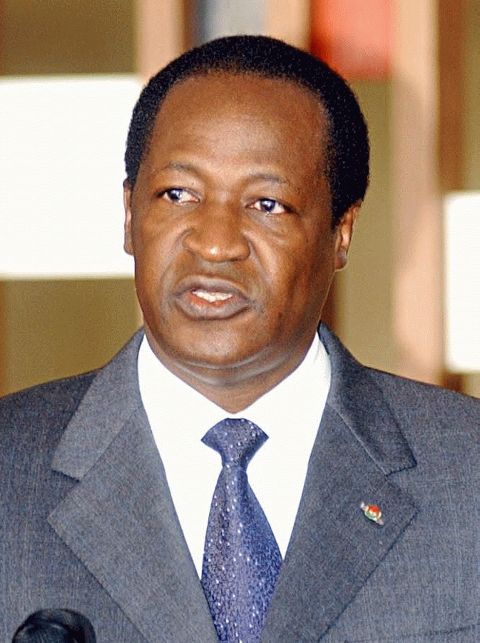
BUR Blaise Compaoré, Presidente
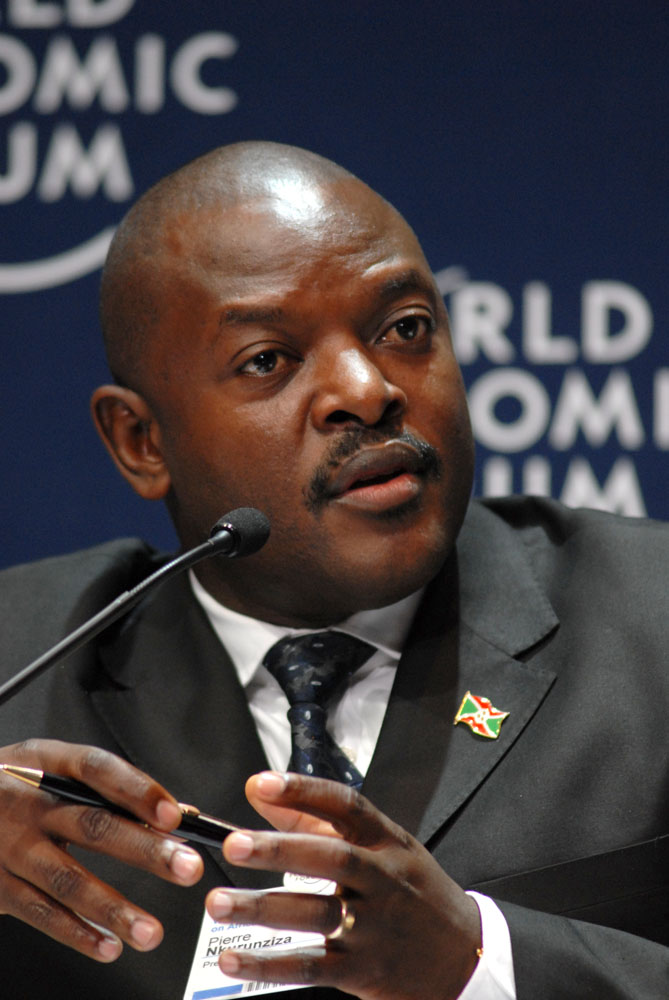
BDI Pierre Nkurunziza, Presidente
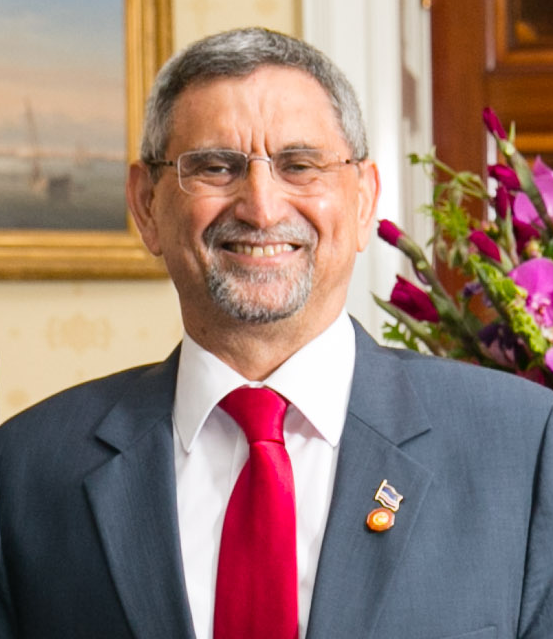
CPV Jorge Carlos Fonseca, Presidente
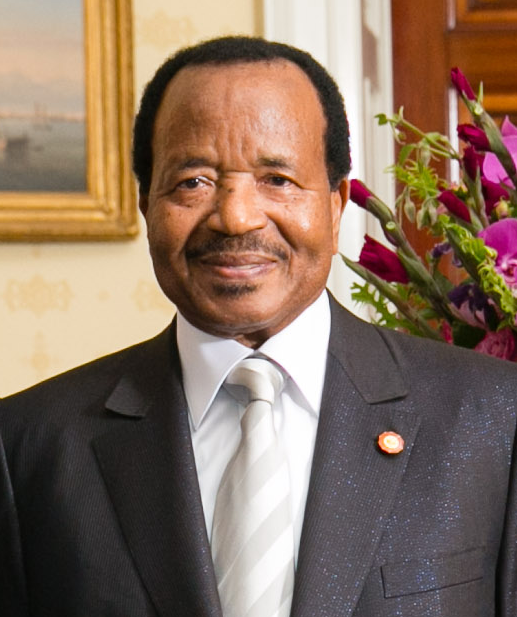
CMR Paul Biya, Presidente
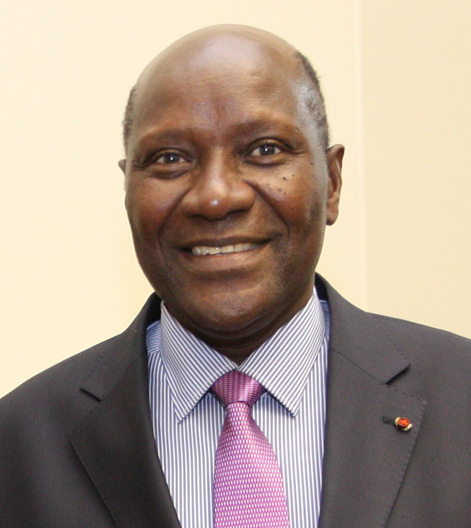
CIV Daniel Kablan Duncan, Primeiro-ministro
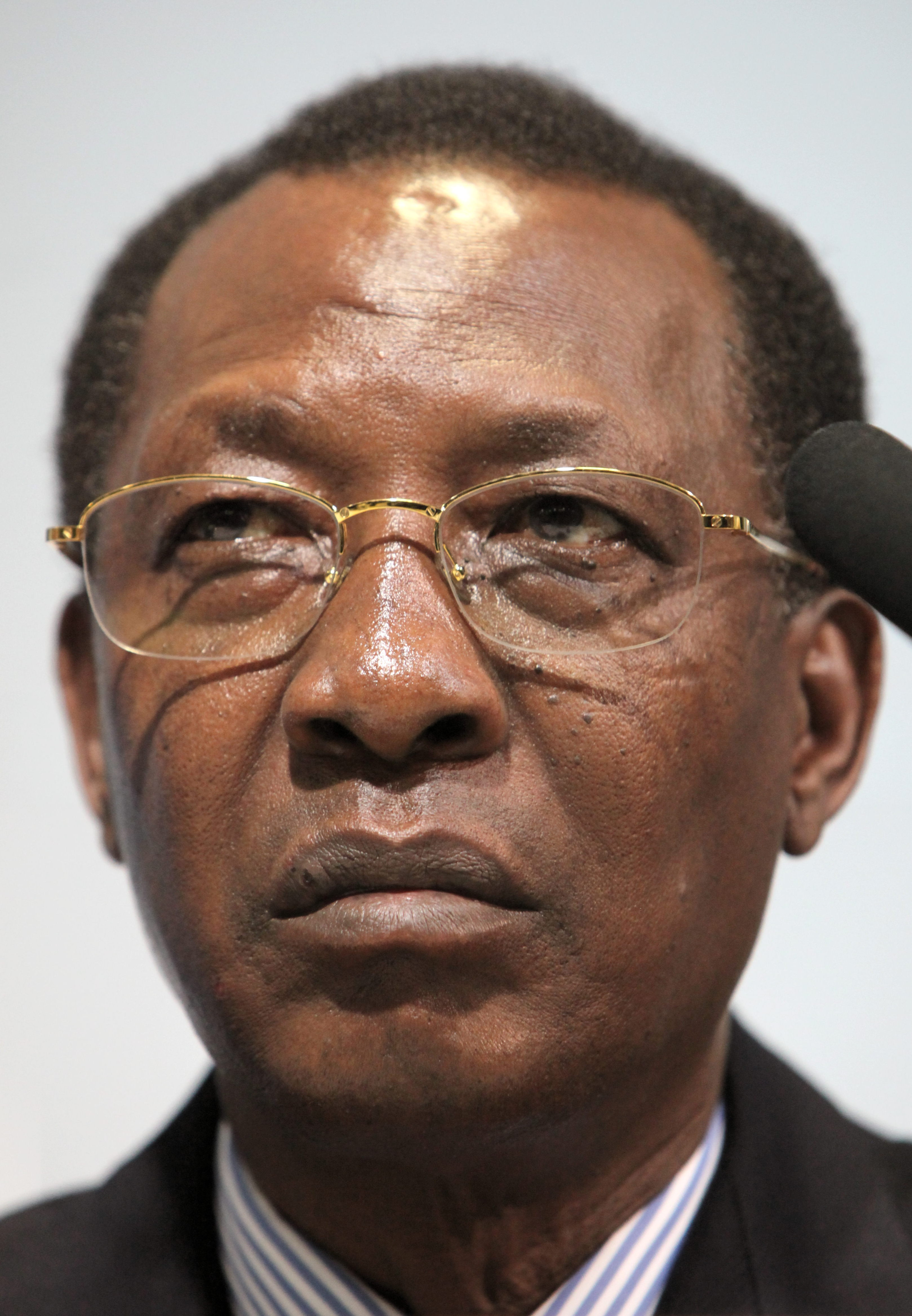
CHA Idriss Déby, Presidente
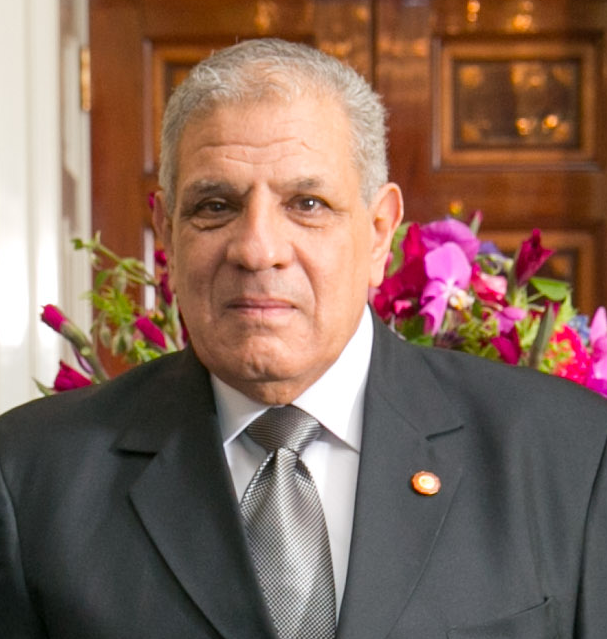
EGY Ibrahim Mahlab, Primeiro-ministro
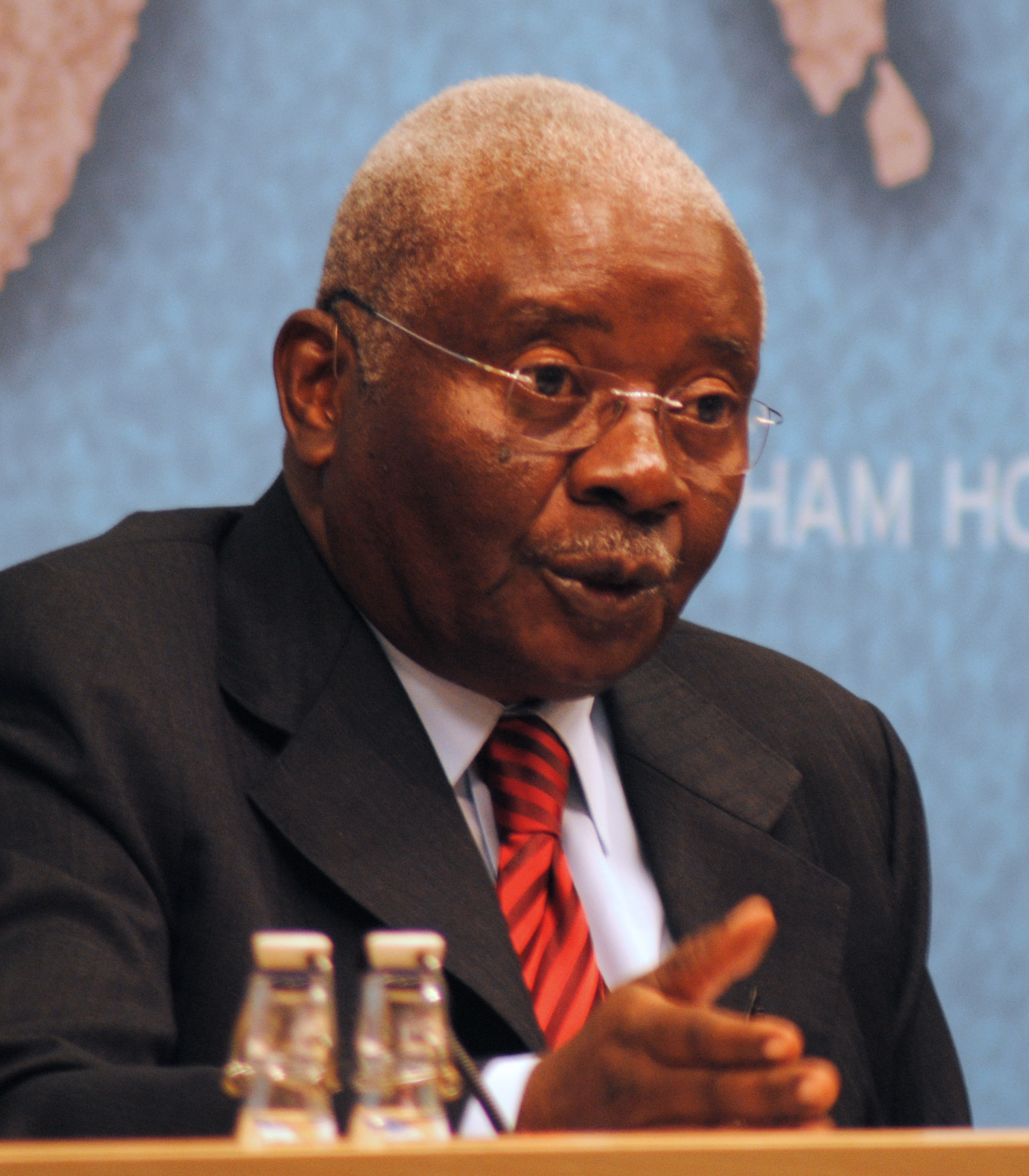
MOZ Armando Guebuza, Presidente
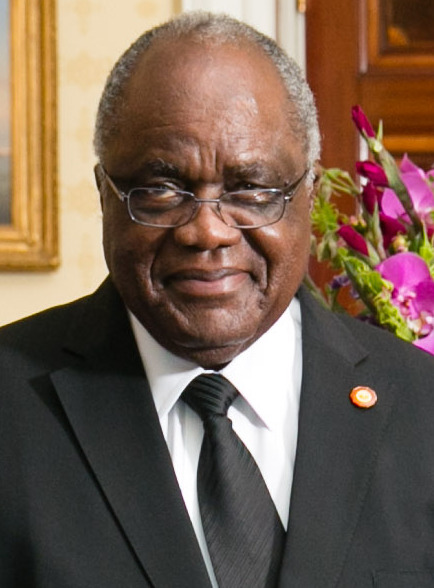
NAM Hifikepunye Pohamba, Presidente
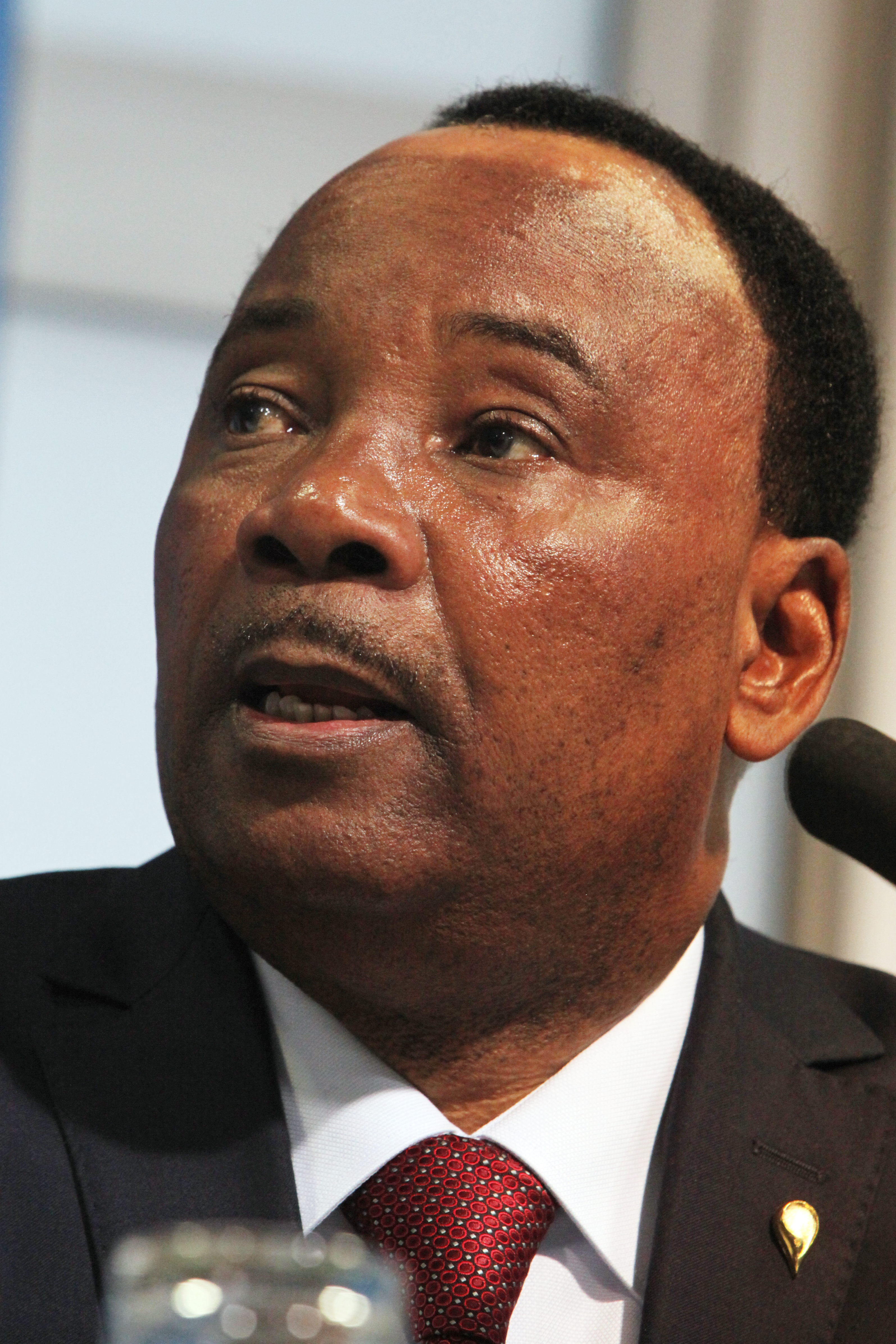
NIG Mahamadou Issoufou, Presidente
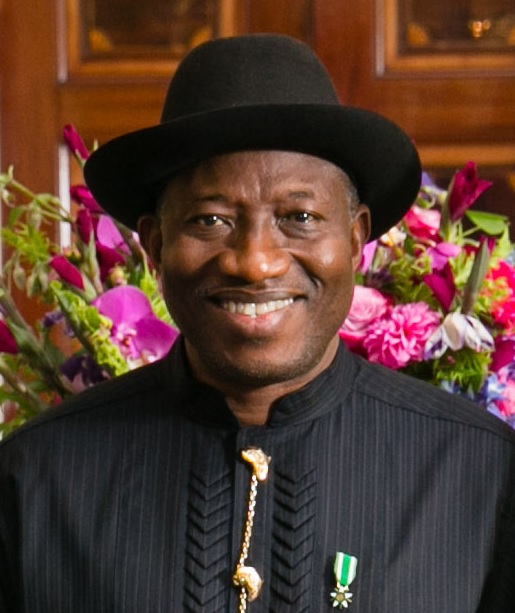
NGA Goodluck Jonathan, Presidente
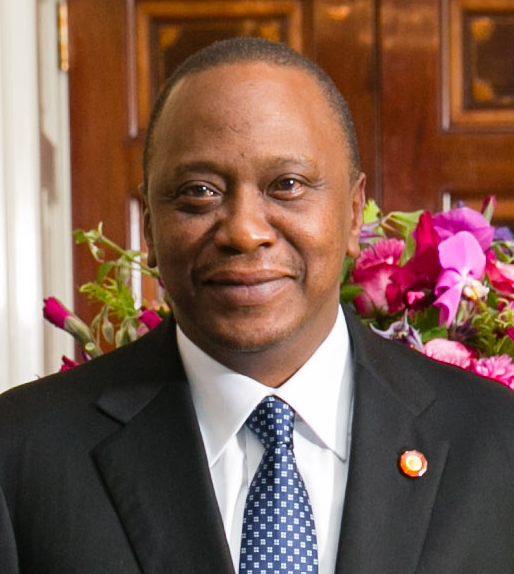
KEN Uhuru Kenyatta, Presidente
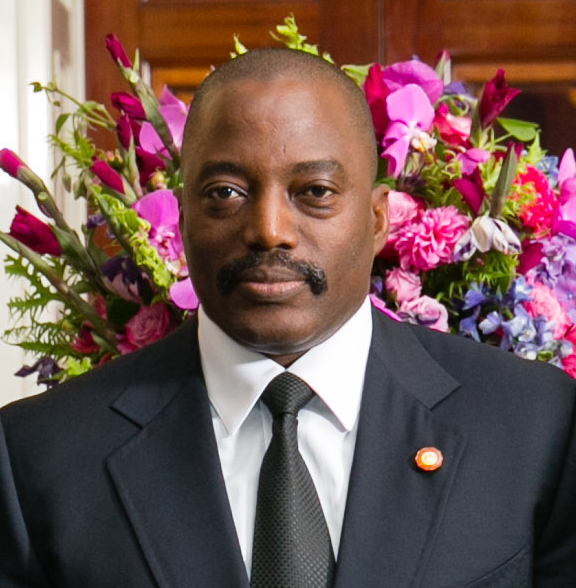
COD Joseph Kabila, Presidente
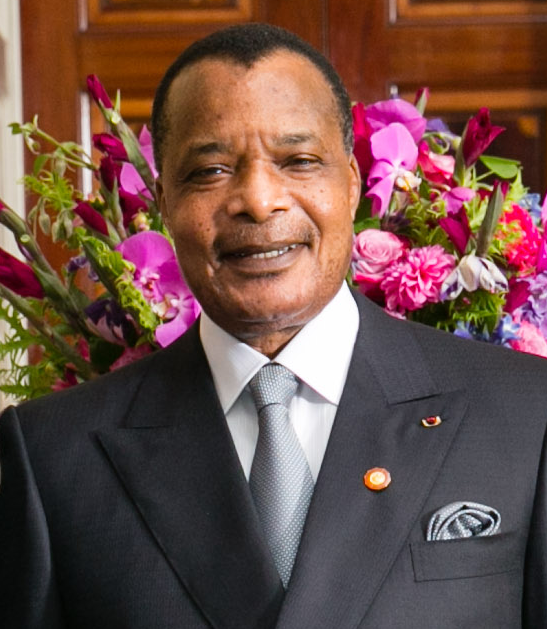
CGO Denis Sassou Nguesso, Presidente
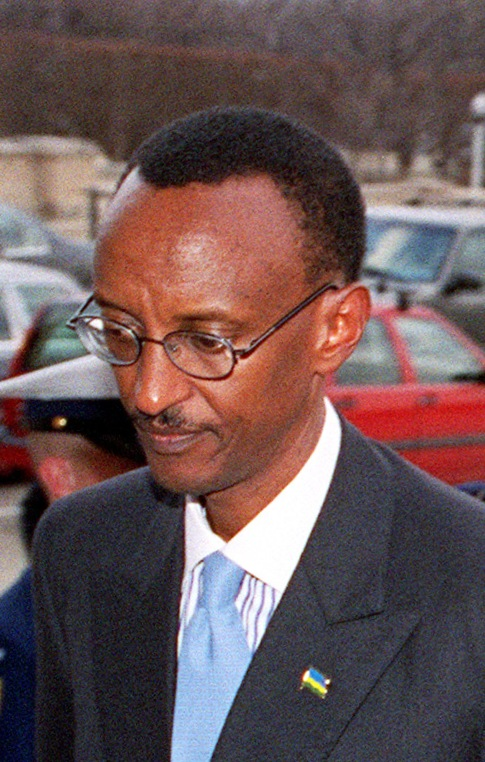
RWA Paul Kagame, Presidente
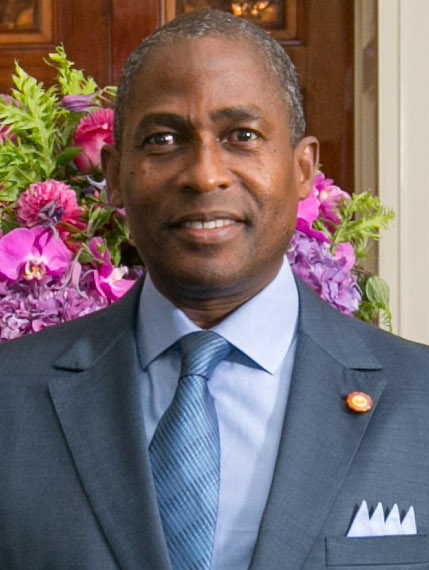
STP Gabriel Costa, Primeiro-ministro
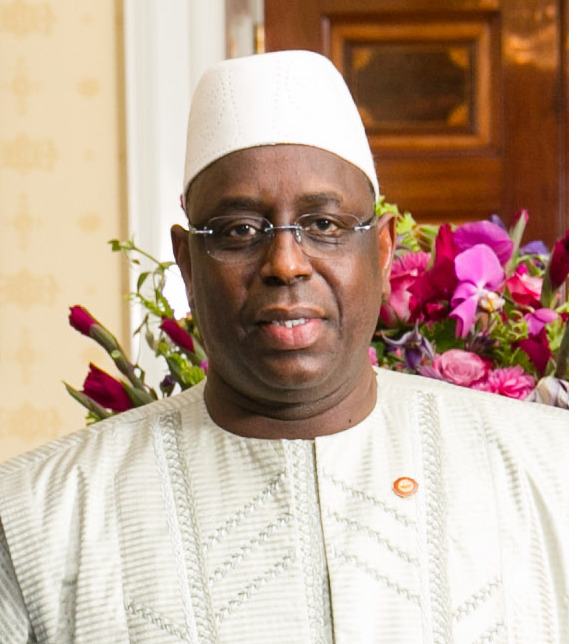
SEN Macky Sall, Presidente
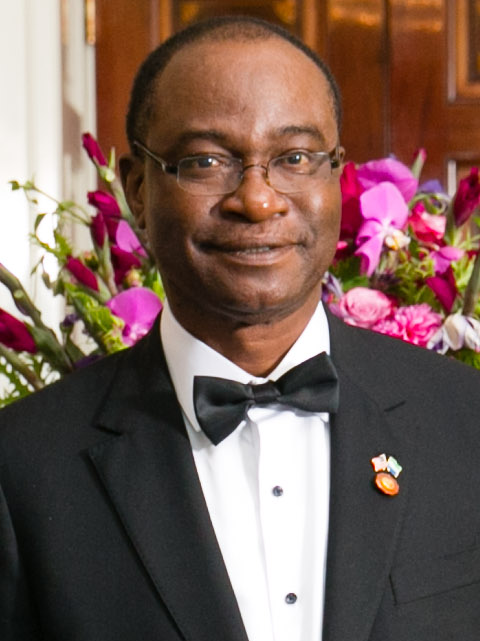
SLE Samura Kamara
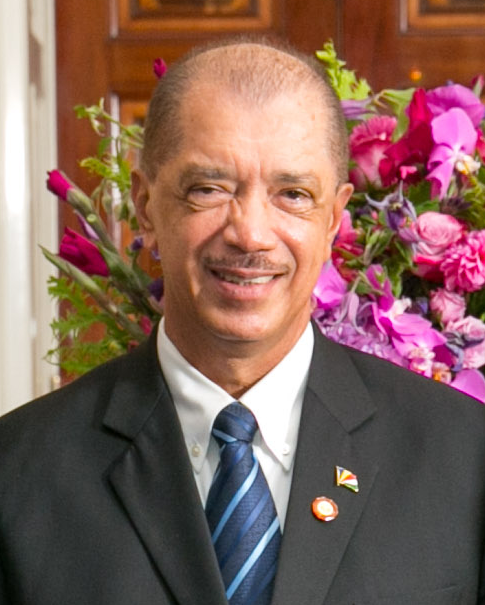
SEY James Michael, Presidente
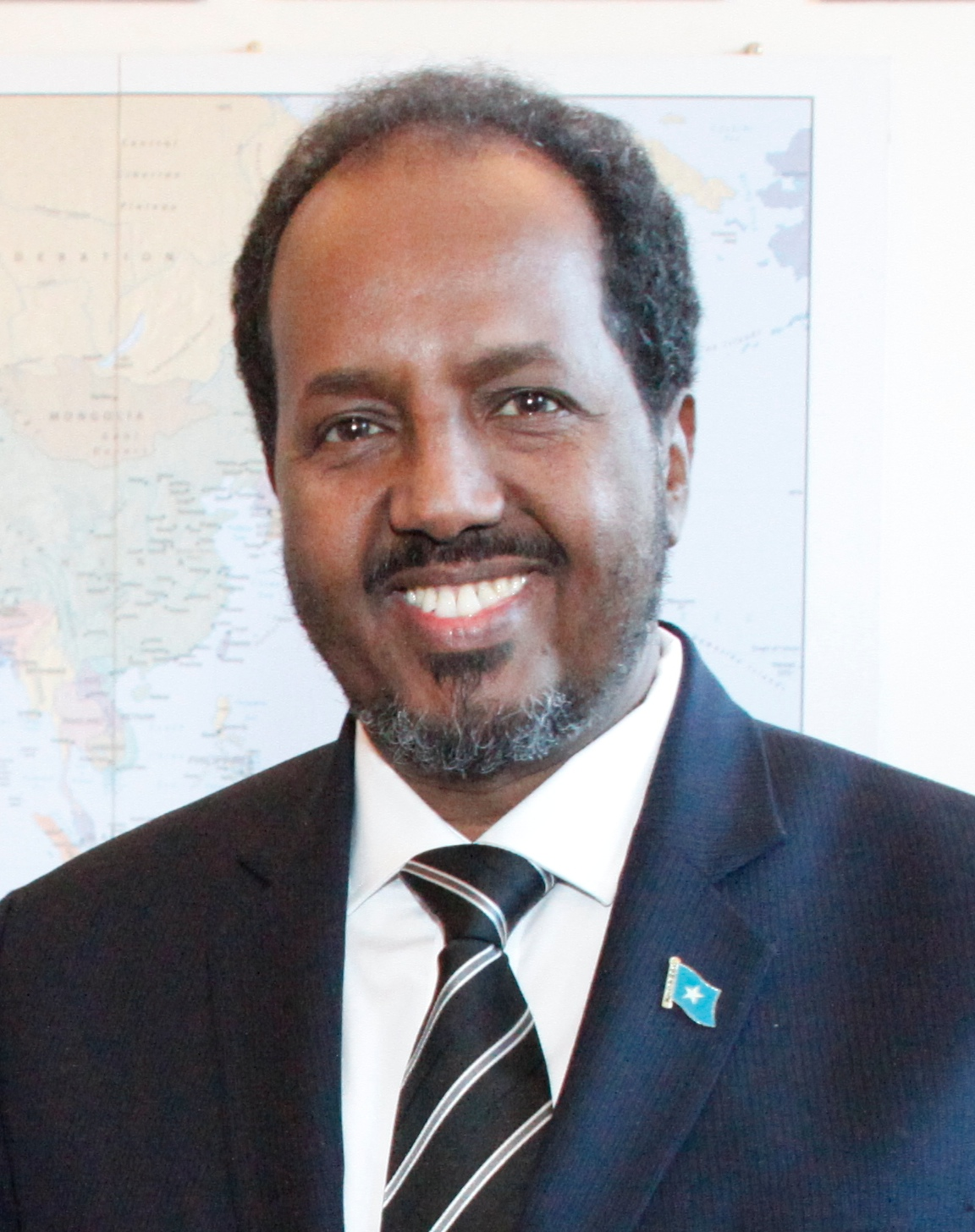
SOM Hassan Sheikh Mohamud, Presidente
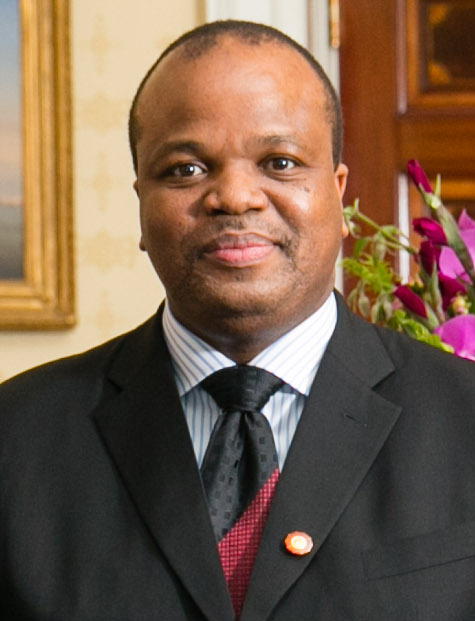
SWZ Mswati III, Rei
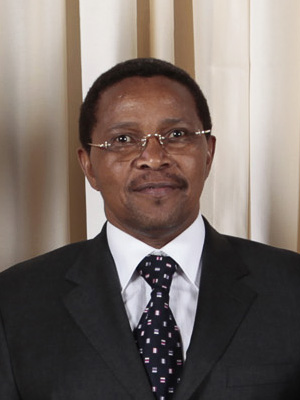
TAN Jakaya Kikwete, Presidente
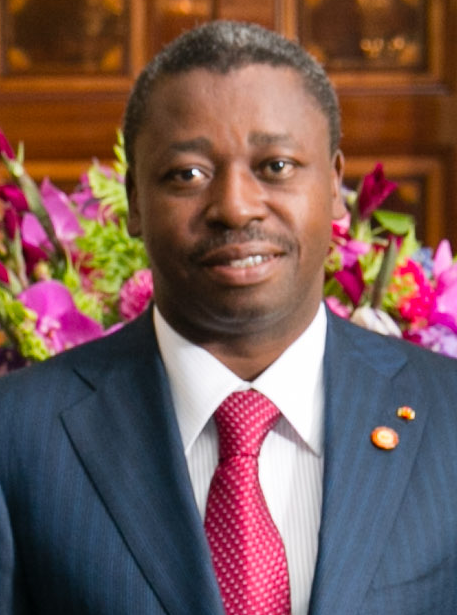
TOG Faure Gnassingbé, Presidente
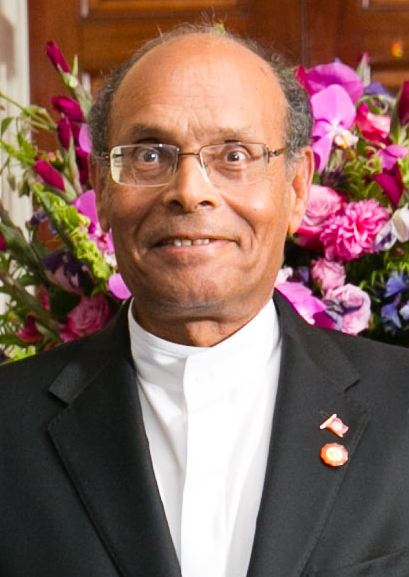
TUN Moncef Marzouki, Presidente
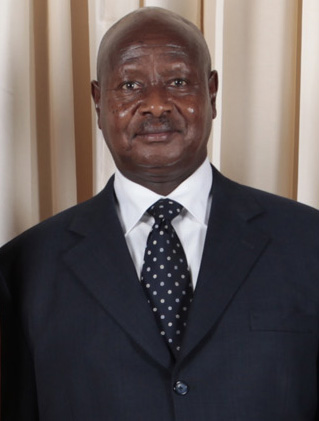
UGA Yoweri Kaguta Museveni, Presidente
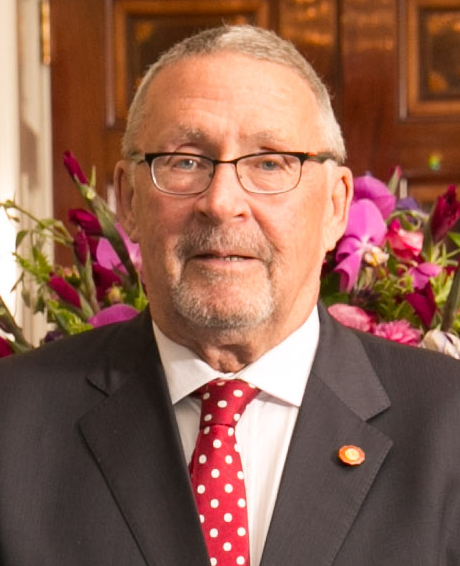
ZAM Guy Scott, Presidente

- Angola – O Presidente José Eduardo dos Santos recusou-se a participar da cimeira, enviando o Vice-presidente Manuel Vicente em seu lugar.[15][14]

- Botswana – Presidente Ian Khama[16]

- Egito – Presidente Abdel Fattah el-Sisi[17]

- Libéria – A Presidente Ellen Johnson Sirleaf não compareceu à cimeira, por conta de um surto de ebola no país.[18]

- Marrocos – Rei Mohammed VI[19]

- Serra Leoa – O Presidente Ernest Bai Koroma não compareceu à cimeira, por conta de um surto de ebola no país.[18]

- Zâmbia – O Presidente Michael Sata não compareceu à cimeira por problemas de saúde.[14]

### Exclusões
- República Centro-Africana - A Presidente interina Catherine Samba-Panza não foi convidada, pois o país encontra-se temporariamente suspenso da União Africana por conta do golpe de Estado em 2013. Foram realizadas eleições no país em dezembro de 2015.[20]

- Eritreia - O Presidente Isaias Afwerki foi excluído pela Casa Branca, que citou uma resolução do Conselho de Segurança das Nações Unidas contra o país. Além disso, o presente governo recusa em estabelecer relações diplomáticas plenas com os Estados Unidos.[21]

- Saara Ocidental - Como os Estados Unidos não reconhecem o país, o Presidente Mohamed Abdelaziz foi omitido da lista de chefes de governo convidados.[21][22]

- Sudão - O Presidente Omar al-Bashir foi excluído da cimeira por estar em julgamento na Corte Penal Internacional, que também emitiu um mandado de prisão contra ele.[21] O Departamento de Estado dos Estados Unidos lista o Sudão como um dos países patrocinadores do terrorismo internacional. O governo sudanês criticou sua exclusão da cimeira.[23]

- Zimbabwe - Rumores indicam que o Presidente Robert Mugabe não havia sido convidado por constar na lista de líderes com os quais os Estados Unidos não negociam.[24] O Ministro das Comunicações do Zimbábue, Jonathan Moyo, criticou o teor da cimeira e afirmou que os Estados Unidos temiam o avanço da China sobre o continente.[25]